# فوستن-آرکانژ توادرا
فوستن-آرکانژ توادرا (انگلیسی: Faustin-Archange Touadéra؛ زادهٔ ۲۱ آوریل ۱۹۵۷) یک سیاست‌مدار اهل جمهوری آفریقای مرکزی است.
در انتخابات سراسری آفریقای مرکزی (۲۰۲۰) که در ۴ ژانویه ۲۰۲۱ برگزارشد، رئیس‌جمهور فوستن-آرکانژ توادرا با کسب ۵۴ درصد آرا به پیروزی دست یافت و در دومین دور ریاست‌جمهوری در سمت خود ابقاء شد. مشارکت رای‌دهندگان در این انتخابات۷۶/۳ درصد بود.